# Ímbraso
Ímbraso (en griego antiguo: Ἴμβρασος, en griego: Ίμβρασος Imvrasos)  es un río de la isla griega de Samos. La fuente del río se encuentra en el monte Ambelos, cerca del pueblo de Pyrgos. Desde allí fluye hacia el sureste hasta Myli  y luego desemboca en el mar por el lado sur de la isla en Ireo. En la antigüedad, tenía el epíteto Partenios ('de la doncella'), porque se decía que la diosa Hera había nacido en su orilla bajo un árbol lygos —en español sauzgatillo (Vitex agnus-castus)—. El lugar se convirtió en el Hereo de Samos, que era el principal santuario antiguo de la isla.
El dios del río Ímbraso era representado a menudo en las monedas de Samos, a veces con un pavo real en la mano. En la mitología, su esposa era la ninfa Quesias. Su hija, Ocírroe, fue amada por Apolo.